# Tom McEvoy
Pour les articles homonymes, voir McEvoy.
Tom McEvoy né le 14 novembre 1944 à Grand Rapids (Michigan), est un joueur professionnel de poker et auteur.
McEvoy était un expert-comptable. Mais après avoir été mis à la porte, il joua au poker la plupart du temps en 1978. Il a commencé à jouer à l'âge de 5 ans.
McEvoy a gagné le main event des World Series of Poker 1983, et il continue à jouer au poker à l'heure actuelle. Son tête à tête avec Rod Peate fut le plus long tête à tête de l'histoire des WSOP avant qu'il soit battu en 2006 par Chip Reese et Andy Bloch dans le H.O.R.S.E. 50 000 $. Il a joué contre tous les vainqueurs des main event des WSOP.
Il est aussi le premier vainqueur de main event qui a obtenu sa place en jouant un tournoi satellite.
McEvoy est fermement opposé à fumer.
McEvoy est auteur et coauteur de plusieurs livres avec d'autres joueurs comme T. J. Cloutier, Brad Daugherty, Don Vines, et Max Stern. Son best-seller Poker Tournament est son seul livre qui ait été traduit en français (Poker de tournoi, éditions Fantaisium, 1996 puis 2005). Il écrit pour Card Player Magazine (en) et est un des premiers représentants de PokerStars, site de poker en ligne où il joue sous son propre nom comme pseudo.
Fin 2013, ses gains dépassaient les 2 970 000 $.
McEvoy réside à Las Vegas (Nevada) et il a trois enfants. Son actuelle femme et joueur de poker Jane Phelps joue sur Internet sous le nom de pkrplr4116.

## Bracelets World Series of Poker
| Année | Tournoi                                      | Gain (US$) |
| ----- | -------------------------------------------- | ---------- |
| 1983  | 1 000 $ Limit Hold'em                        | 117 000 $  |
| 1983  | 10 000 $ No Limit Hold'em World Championship | 580 000 $  |
| 1986  | 1 000 $ Razz                                 | 52 400 $   |
| 1992  | 1 500 $ Limit Omaha                          | 79 200 $   |